# Alex Caruso
Alex Michael Caruso (født 28. februar 1994) er en amerikansk professionel basketballspiller, som spiller for NBA-holdet Oklahoma City Thunder.

## Spillerkarriere

### Oklahoma City Blue
Caruso blev ikke draftet i 2016 draften. Han var med på Philadelphia 76ers' Summer League hold, men kom ikke på holdet. Han spillede for 2016-17 sæsonen for NBA G League holdet Oklahoma City Blue.

### Los Angeles Lakers
Caruso fik sin NBA-chance ved 2017 Summer League, da han var med på Los Angeles Lakers holdet. Caruso imponerede og skrev en two-way kontrakt, som gav Lakers muligheden for at rykke Caruso mellem det normale NBA-hold og deres G League hold.
Caruso fik en ny two-way kontrakt med Lakers før 2018-19 sæsonen. Caruso spillede sig på holdet i løbet af 18-19 sæsonen, og blev hurtigt en fan favorit hos Lakers, især som resultat hans overraskende fysik, da han havde flere store dunk i løbet af sæsonen.
Caruso fik igen en ny kontrakt før 2019-20 sæsonen, men denne gang som fast spiller på førstholdet. Caruso var med på holdet som vandt NBA mesterskabet i 2020.

### Chicago Bulls
Den 3. august 2021 blev det offentliggjort at Caruso ville skrive en 4-årig kontrakt med Chicago Bulls. Han blev i 2022-23 sæsonen valgt til All-Defensive First Team, som består af de fem bedste forsvarsspillere i sæsonen.

### Oklahoma City Thunder
Caruso skiftede i juni 2024 til Oklahoma City Thunder som del af en handel der sendt Josh Giddey den anden vej. Han var i 2024-25 sæsonen med til at vinde NBA mesterskabet, da Thunder slog Indiana Pacers i finalen, og han vandt hermed sit andet mesterskab.